# Deep-throating

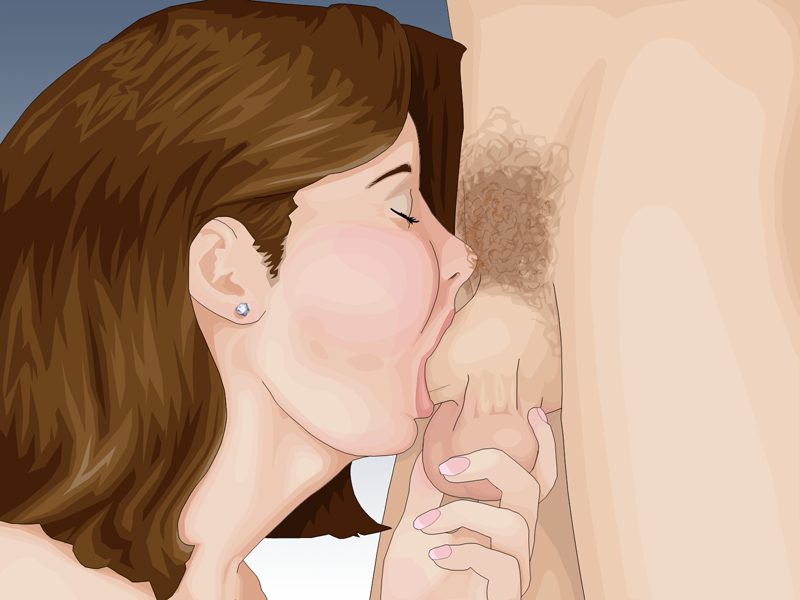
Deepthroatende vrouw

Deepthroating [ˈdiːpˌθroʊtɪŋ] (Engels; vrij te vertalen als diep in de keel nemen) is een seksuele handeling, een vorm van fellatio, waarbij een persoon andermans penis in erectie volledig in de mond en/of keel neemt. Voor mannen kan dit een bijzonder lustopwekkende seksuele handeling zijn. Niet iedereen is anatomisch in staat een deepthroat uit te voeren: men moet in staat zijn de braakneiging te onderdrukken die ontstaat door het in contact komen van de penis met de huig.
Deepthroating wordt zowel onder homoseksuelen als heteroseksuelen gepraktiseerd. De irrumatio variant van deepthroating wordt in het Nederlands ook wel keelneuken genoemd. 
Deep Throat is ook de titel van een pornofilm uit 1972 die het tot een cultstatus bracht.